# Canisius Golden Griffins

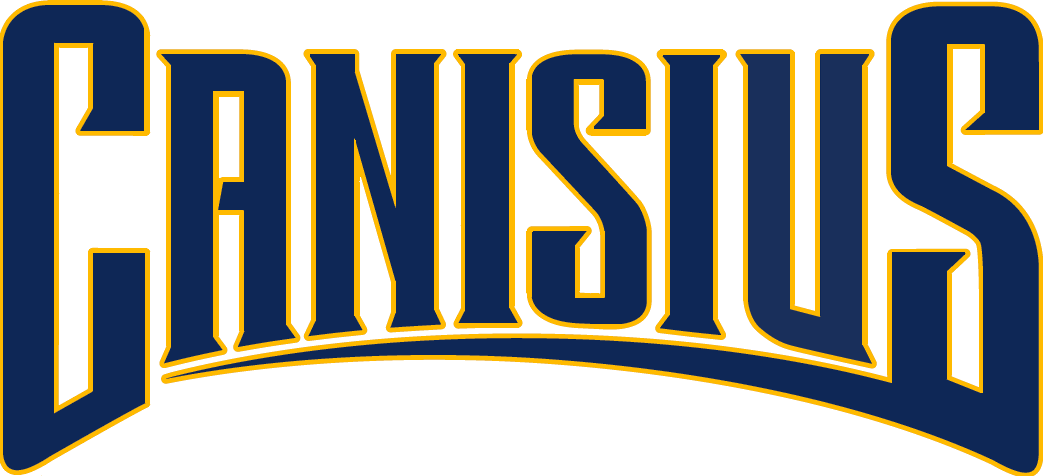
Canisius Golden Griffins Logo

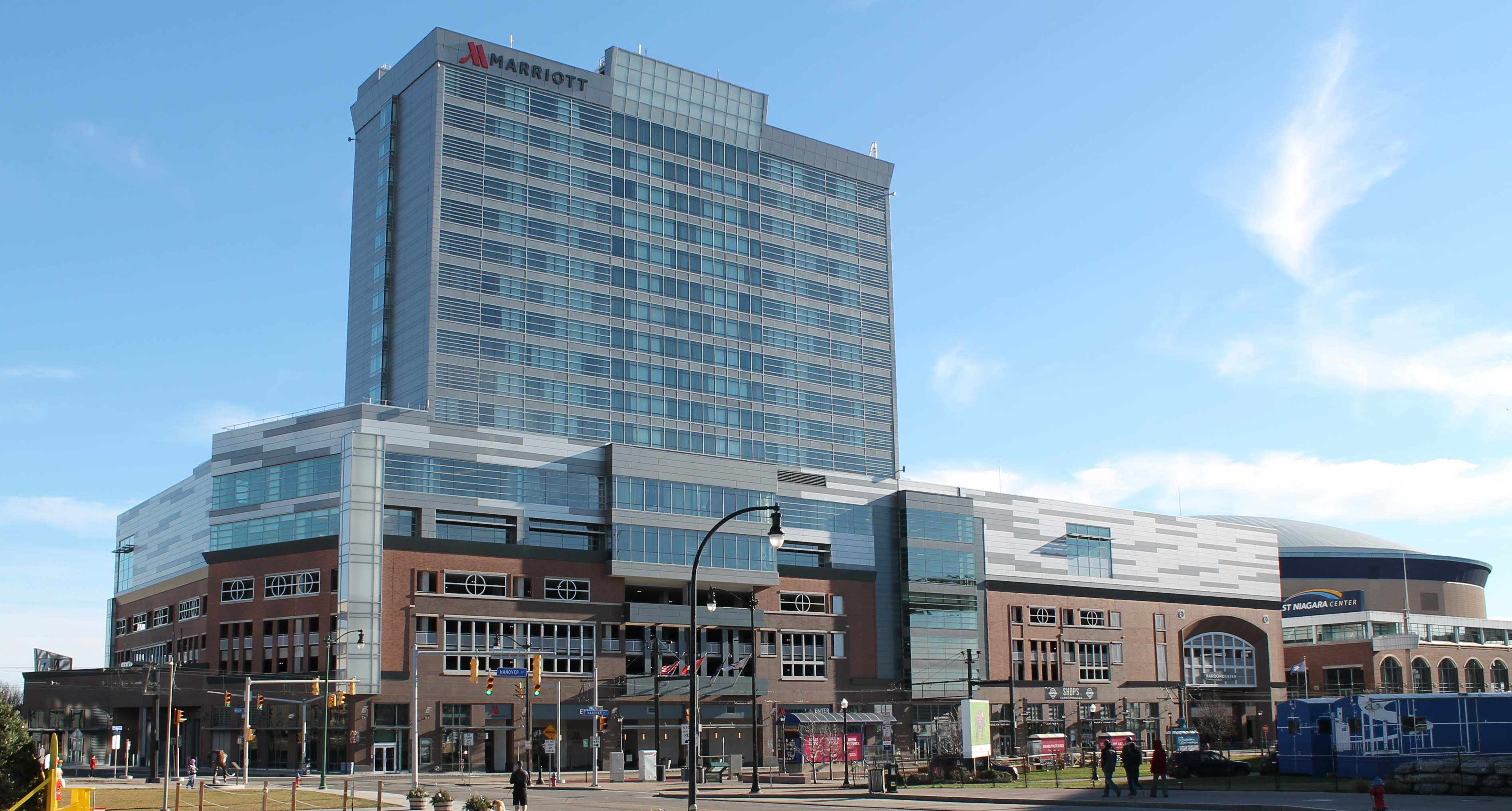
Die HarborCenter, der Heimat des Canisius College Eishockeymannschaft.

Die  Canisius Golden Griffins sind die Sportteams der Canisius College. Die 16 verschiedenen Sportteams nehmen an der NCAA Division I als ein Mitglied der Metro Atlantic Athletic Conference, Mit Ausnahme der Eishockey-Mannschaft, die in der Konkurrenz Atlantic Hockey Konferenz.

## Sportarten
Die Golden Griffins bieten folgende Sportarten an:
Herren Teams
- Baseball
- Basketball
- Crosslauf
- Golf
- Eishockey
- Lacrosse
- Fußball
- Schwimmsport & Wasserspringen

Frauen Teams
- Basketball
- Crosslauf
- Lacrosse
- Rudern
- Fußball
- Softball
- Schwimmsport & Wasserspringen
- Volleyball

## Bekannte ehemalige Spieler

### Basketball
- Michael Meeks, später Mitglied Kanadische Basketballnationalmannschaft
- Henry J. Nowak, später amerikanischer Politiker

### Eishockey
- Cory Conacher, Tampa Bay Lightning (2012–2013), Ottawa Senators (2013–2014), Buffalo Sabres (2014), New York Islanders (2014–2015)